# Marie Jordan
Marie Jordan (* 4. Oktober 1988 in Berlin) ist eine deutsche Regisseurin, Schauspielerin und Autorin.

## Leben
Marie Jordan wuchs in Berlin auf und sammelte dort vor dem Studium erste Bühnenerfahrungen am „JungenDT“ des Deutschen Theaters Berlin sowie in „P14“ der Volksbühne am Rosa-Luxemburg-Platz.
Während des Studiums an der Hochschule für Musik und Theater Hamburg spielte Marie am Thalia Theater Hamburg und arbeitete am Deutschen Schauspielhaus Hamburg. Marie spielte in der freien Szene in Hamburg am Lichthof Theater und in der Kulturfabrik Kampnagel. In Maries Erstengagement am Theater Freiburg unter der Intendanz von Barbara Mundel entstanden Zusammenarbeiten u. a. mit Schorsch Kamerun, Christoph Frick, Heike M. Goetze sowie Jan Gehler. Marie Jordan ist seit der Spielzeit 2017/18 freischaffend tätig. Seitdem ist sie regelmäßiger Gast am Staatsschauspiel Dresden. 2018 Gründung der freien Gruppe Bambi Bambule zusammen mit Lisa Marie Stojčev.
Marie Jordan arbeitet als Regisseurin, Autorin, Schauspielerin und Dramaturgin.

## Theater (Auswahl Schauspiel)
- 2010: Insert titel here, Szenische Lesung, Regie: Bonn Park – Udk Berlin
- 2011: Die friesische Teekanne, Rolle: Erzähler, Regie: Marc Letzig, Marie Jordan – Kammeroper Hamburg
- 2013: Frühlings Erwachen,[13] Rolle: Wendla, Regie: Karin Neuhäuser – Thalia Theater Hamburg
- 2014: Das Leben ein Traum,[14] Rolle: Estrella, Regie:   Tobias Herzberg – Kampnagel Hamburg
- 2014: Die Ballade vom fliegenden Holländer,[15] Rolle: Mädchen, Regie: Sebastian Baumgarten – Deutsches SchauSpielHaus Hamburg
- 2014: Die Bremer Stadtmusikanten, Rolle: Bäuerin, Räuberin, Regie: Robin Telfer – Theater Freiburg
- 2015: Rico, Oskar und die Tieferschatten, Rolle: Rico, Regie: Inda Buschman – Theater Freiburg
- 2015: Immer noch Sturm,[16] Rolle: Großmutter, Regie: Thomas Krupa – Theater Freiburg
- 2015: Arbeit und Struktur, Szenische Lesung, Regie: Jan Gehler – Theater Freiburg
- 2015: Ödipus,[17] Rolle: Ismene, Regie: Felicitas Brucker – Theater Freiburg
- 2015: Die NSU-Protokolle,[18] 2. Prozessjahr, Szenische Lesung, Regie: Sascha Flocken – Theater Freiburg
- 2015: Die Schutzflehenden,[19] Rolle: Miriam, Regie: Robert Schuster – Theater Freiburg
- 2016: Schöne Neue Welt,[20] Rolle: Lenina, Regie: Florian Hertweck – Theater Freiburg
- 2016: Schlachten!,[21] Rolle: La Reine, Catherine, Warwick, Anna, Regie: Christoph Frick – Theater Freiburg
- 2016: NEEEEIIIII?N!, Regie: Schorsch Kamerun – Theater Freiburg
- 2016: Die kleine Hexe, Rolle: Die kleine Hexe, Regie: Thalia Kellmeyer – Theater Freiburg
- 2017: Endstation Sehnsucht,[22] Rolle: Eunice, Regie: Heike M. Goetze – Theater Freiburg
- 2017: Gespräche über uns, Rolle: T2, Uraufführung von Tina Müller,[23] Regie: Sascha Flocken – Theater Freiburg
- 2017/18: Die Präsidentinnen,[4] Rolle: Erna, Regie: Katharina Kreuzhage – Theater Paderborn
- 2018: 10 Gebote,[24] Rolle: Eva, Maika, Regie: Nuran David Calis – Staatsschauspiel Dresden
- 2018/19: Yerma[25], Rolle: Maria, Regie: Andreas Kriegenburg – Staatsschauspiel Dresden
- 2018/19 Penthesilea-love is to die[26], eine Arbeit von Bambi Bambule – E-Werk Freiburg, TD Berlin
- 2020 „Gefühle sind immer draußen“, Text+Regie: Malte Schlösser, TD Berlin
- 2023 „Die Chor“, Regie: Nele Stuhler, Irina Sulaver, Hannah Dörr, Text: Nele Stuhler – Volksbühne am Rosa-Luxemburg Platz

## Theaterregie
- 2018/19 Penthesilea-love is to die[26], eine Arbeit von Bambi Bambule – E-Werk Freiburg
- 2019–2023 „We love to entfern you“, eine Arbeit von Bambi Bambule – E-Werk, LOT-Braunschweig, Pathos München
- 2019 „Als die Mauer fiel“- Variation für zwei Performende, Text+Regie zusammen mit Romy Weyrauch – Theater an der Parkaue junges Staatstheater Berlin
- 2021 „Inkonsistenzen.Erfolg als Unterwerfung“, Text+Regie: Malte Schlösser, Co-Regie in den Endproben, TD Berlin
- 2024 „Streiten“, Text +Regie zusammen mit Romy Weyrauch – Theater an der Parkaue – junges Staatstheater Berlin

## Dramaturgie
- 2018/19 „Die Legende von Paul und Paula“, Dramaturgie, TheaterNatur – Festival der freien Darstellenden Künste, Harz/Berlin
- 2020 „Der DJ ist mein Vater“, eine Arbeit von Bambi Bambule, Konzeption, TD Berlin
- 2023 „Wer nicht weiter weiß, hat Recht“, Malte Schlösser, Outside Eye – TD Berlin

## Hörstücke
- Battletalk – Hörstück zum Thema Streiten, zusammen mit Marcus Thomas – Deutschlandfunk Kultur

## Belege
1. ↑  Theater an der Parkaue: Marie Jordan | Theater an der Parkaue. Abgerufen am 11. Februar 2024.
2. ↑  Theater an der Parkaue: Marie Jordan | Theater an der Parkaue. Abgerufen am 11. Februar 2024.
3. 1 2  Marie Jordan. In: schauspielervideos.de. Abgerufen am 7. Dezember 2017.
4. 1 2  THEATER PADERBORN – Westfälische Kammerspiele. Abgerufen am 7. Dezember 2017.
5. ↑  THEATER PADERBORN – Westfälische Kammerspiele. Abgerufen am 7. Dezember 2017.
6. ↑  Marie Jordan. Schauspielhaus Dresden, archiviert vom Original (nicht mehr online verfügbar) am 13. Januar 2018; abgerufen am 12. Januar 2018.  Info: Der Archivlink wurde automatisch eingesetzt und noch nicht geprüft. Bitte prüfe Original- und Archivlink gemäß Anleitung und entferne dann diesen Hinweis.
7. ↑  Das Drama „Endstation Sehnsucht“ am Theater Freiburg. In: Badische Zeitung. Abgerufen am 7. Dezember 2017.
8. ↑  Jan Gehler, Regisseur. Schauspiel Stuttgart - Kommunikation & Marketing, archiviert vom Original am 8. Dezember 2017; abgerufen am 7. Dezember 2017.
9. ↑  Marie Jordan. Schauspielhaus Dresden, archiviert vom Original (nicht mehr online verfügbar) am 10. September 2018; abgerufen am 22. Juni 2019.  Info: Der Archivlink wurde automatisch eingesetzt und noch nicht geprüft. Bitte prüfe Original- und Archivlink gemäß Anleitung und entferne dann diesen Hinweis.
10. 1 2  Bambi Bambule. In: Facebook. Abgerufen am 22. Juni 2019.
11. ↑  Lisa Marie Stojčev | Rednerin, Schauspielerin. Abgerufen am 11. Februar 2024.
12. ↑  MARIE JORDAN – Theaternatur.de. Archiviert vom Original (nicht mehr online verfügbar) am 22. Juni 2019; abgerufen am 22. Juni 2019.  Info: Der Archivlink wurde automatisch eingesetzt und noch nicht geprüft. Bitte prüfe Original- und Archivlink gemäß Anleitung und entferne dann diesen Hinweis.
13. ↑  Frühlings Erwachen. Abgerufen am 7. Dezember 2017.
14. ↑  Das Leben ein Traum. Abgerufen am 7. Dezember 2017.
15. ↑  Die Ballade vom Fliegenden Holländer. DeutschesSchauSpielHausHamburg, abgerufen am 7. Dezember 2017.
16. ↑  Peter Handkes „Immer noch Sturm“ in Freiburg. In: Badische Zeitung. Abgerufen am 7. Dezember 2017.
17. ↑  „Ödipus“ am Theater Freiburg: Manche sterben zweimal. In: Badische Zeitung. Abgerufen am 7. Dezember 2017.
18. ↑  Lesung: NSU-Prozess-Protokolle am Theater Freiburg. In: Badische Zeitung. Abgerufen am 7. Dezember 2017.
19. ↑  Robert Schuster inszeniert „Die Schutzflehenden“ im Theater Freiburg. Kultur Joker, abgerufen am 7. Dezember 2017.
20. ↑  Freiburg: Schöne Neue Welt. Schauspiel nach dem Roman von Aldous Huxley. In einer Bearbeitung von Robert Koall. In: Der Neue Merker. Archiviert vom Original am 14. April 2016; abgerufen am 7. Dezember 2017.
21. ↑  Elske Brault: Schlachten! – Das Freiburger Ensemble veranstaltet eine theaterkraftvolle Jahrmarktsunterhaltung mit Shakespeares Königen à la Tom Lanoye. Abgerufen am 7. Dezember 2017.
22. ↑  Das Drama „Endstation Sehnsucht“ am Theater Freiburg. In: Badische Zeitung. Abgerufen am 7. Dezember 2017.
23. ↑  rowohlt-Theaterverlag: Gespräche über uns. Abgerufen am 7. Dezember 2017.
24. ↑  Die 10 Gebote, mit Schauspieler*innen und Bürger*innen nach DEKALOG von Krzysztof Kieślowski und Krzysztof Piesiewicz aus dem Polnischen von Beata Prochowska für die Bühne bearbeitet von Nuran David Calis und David Benjamin Brückel. Schauspielhaus Dresden, abgerufen am 22. Juni 2019.
25. ↑  Yerma, von Federico García Lorca aus dem Spanischen von Susanne Lange. Schauspielhaus Dresden, abgerufen am 22. Juni 2019.
26. 1 2  Penthesilea – love is to die. E-Werk Freiburg, archiviert vom Original (nicht mehr online verfügbar) am 22. Juni 2019; abgerufen am 22. Juni 2019.  Info: Der Archivlink wurde automatisch eingesetzt und noch nicht geprüft. Bitte prüfe Original- und Archivlink gemäß Anleitung und entferne dann diesen Hinweis.
27. ↑  Marie Jordan. In: Theaternatur.de. Archiviert vom Original (nicht mehr online verfügbar) am 22. Juni 2019; abgerufen am 22. Juni 2019.  Info: Der Archivlink wurde automatisch eingesetzt und noch nicht geprüft. Bitte prüfe Original- und Archivlink gemäß Anleitung und entferne dann diesen Hinweis.

| Personendaten    | Personendaten                        |
| ---------------- | ------------------------------------ |
| NAME             | Jordan, Marie                        |
| KURZBESCHREIBUNG | Schauspielerin, Regisseurin, Autorin |
| GEBURTSDATUM     | 4. Oktober 1988                      |
| GEBURTSORT       | Berlin                               |